# Mongo (C.70) jezici
Mongo (C.70) jezici malena skupina od (4) nigersko-kongoanska jezika, koji čine podskupinu pravih sjeverozapadnih bantu jezika u zoni C, u Demokratskoj Republici Kongo. Predstavnici su: lalia [lal], 55.000 (1993); mongo-nkundu ili lomongo [lol], 400.000 (1995); ngando ili longandu [nxd], 220,000 (1995); i ombo (ili hombo, loombo, songola) [oml] 8.400 (2002).

## Vanjske poveznice
- Ethnologue (14th)
- Ethnologue (15th)